# Micrasema consimile
Micrasema consimile är en nattsländeart som beskrevs av Wolfram Mey 1997. Micrasema consimile ingår i släktet Micrasema och familjen bäcknattsländor. Inga underarter finns listade i Catalogue of Life.